# Esotiq & Henderson
Esotiq & Henderson S.A. – polskie przedsiębiorstwo odzieżowe z siedzibą w Gdańsku, zarządzające markami Esotiq i Henderson.

## Historia
Historia firmy sięga 1998, kiedy wprowadzono na rynek markę bielizny męskiej Henderson. W 2006 rozpoczęto sprzedaż bielizny damskiej Esotiq. Spółka Esotiq & Henderson powstała w 2010 po wydzieleniu marki z grupy LPP. Rok później firma nawiązała współpracę z modelką Joanną Krupą, która została twarzą marki Esotiq. W efekcie współpracy z projektantką mody Ewą Minge w 2012 powstała spółka Eva Minge Design, w której Esotiq & Henderson posiada 50% udziałów.
Od 2011 spółka notowana była rynku NewConnect w Warszawie. W 2015 spółkę przeniesiono na parkiet główny warszawskiej Giełdy Papierów Wartościowych. W tym samym roku otwarto pierwszy salon Esotiq w Niemczech.
Esotiq & Henderson prowadzi sprzedaż w kraju oraz na eksport. Posiada sieć salonów w Polsce (własnych i działających na zasadzie franczyzy – w 2016 było ich łącznie 253), a także salony m.in. w Niemczech, na Ukrainie i Białorusi.

## Akcjonariat
Według danych własnych spółki liczba głosów na WZA jest następująca:
- Dictador Global Limited – 55,69%
- Edicta Capital Polska Sp. z o.o. – 6,62%
- Adam Skrzypek – 5,76%
- pozostali – 31,93%